# Chitungwiza
Chitungwiza es una ciudad-dormitorio de Zimbabue, situada a aproximadamente nueve kilómetros al sur de su capital, Harare. Fue formada en 1978 a partir de tres municipios, Seke, Zengeza y Saint Mary.
Chitungwiza consiguió el estatus de municipio en 1981 y es el centro urbano de mayor crecimiento y la tercera ciudad en población del país. Su población asciende a 346.346 habitantes (2006), la mayoría de los cuales trabaja en Harare, pues el desarrollo de la industria local es muy reducido.